# 中国ジャスミン革命
中国ジャスミン革命（ちゅうごくジャスミンかくめい）は、中華人民共和国で2011年2月20日に実施するよう計画されていたデモ。茉莉花革命、中国版ジャスミン革命と称することもある。
デモの意義は、国家現状である一党独裁制を打倒して民主化を呼びかけるというものであった。インターネットを利用した呼びかけが瞬く間に広がり13の主要都市で同日実施が計画されていた。予定地は大人数が集まったものの、警察による厳戒態勢がしかれていたため小競り合いは起こったが、大規模な運動が起こることはなかった。19日以降に数多くの人々が連行されたり外出禁止された。
政府による人民のインターネット利用の監視が厳しく、デモの呼びかけなどの投稿があったならば削除するなどの対策をとられた。

## 概要
チュニジアにおいて長期政権を倒したジャスミン革命（アラブの春）に触発され、62年間の長きにわたり独裁政権を維持する中国共産党に対する反発が表面化、民主化を要求するデモがつぶやきサイト「微博」（ウェイボー）を介する呼びかけで予定されていた。

## 直前の状況
2010年暮れに始まったチュニジア国内の騒乱は、23年間の長期政権を維持してきたベン＝アリー大統領が2011年1月14日に国外に脱出して政権が崩壊するに至った。インターネット上でジャスミン革命とも呼ばれたこの事件は、長期独裁政権が民衆によって倒されるという、アラブ諸国では珍しい事例となった。
チュニジア同様に中国でも中国共産党が強権的な政権を62年にわたり維持し、また貧富の差が激しいことも共通していたことから、当局は騒乱の波及、即ちチュニジアからの「革命の輸出」を懸念していた。

## 大規模デモ発生

### デモの呼びかけ
中国において多人数が集まっての集会、即ちデモは禁止されていたが、「微博」を介し、2月19日までに、「レイオフされた人や、家を強制退去させられた人たちを歓迎します。デモに参加して民主的、政治的な改革を起こし、一党独裁制を廃止して自由を手にしよう」、「中国のムバラクを追放しよう」「劉暁波氏の釈放せよ」などと中国共産党一党独裁体制の打倒を求める集会を北京市や上海市など13都市で2月20日14時頃にデモを行うことが呼びかけられた。

### 2月20日大規模集会

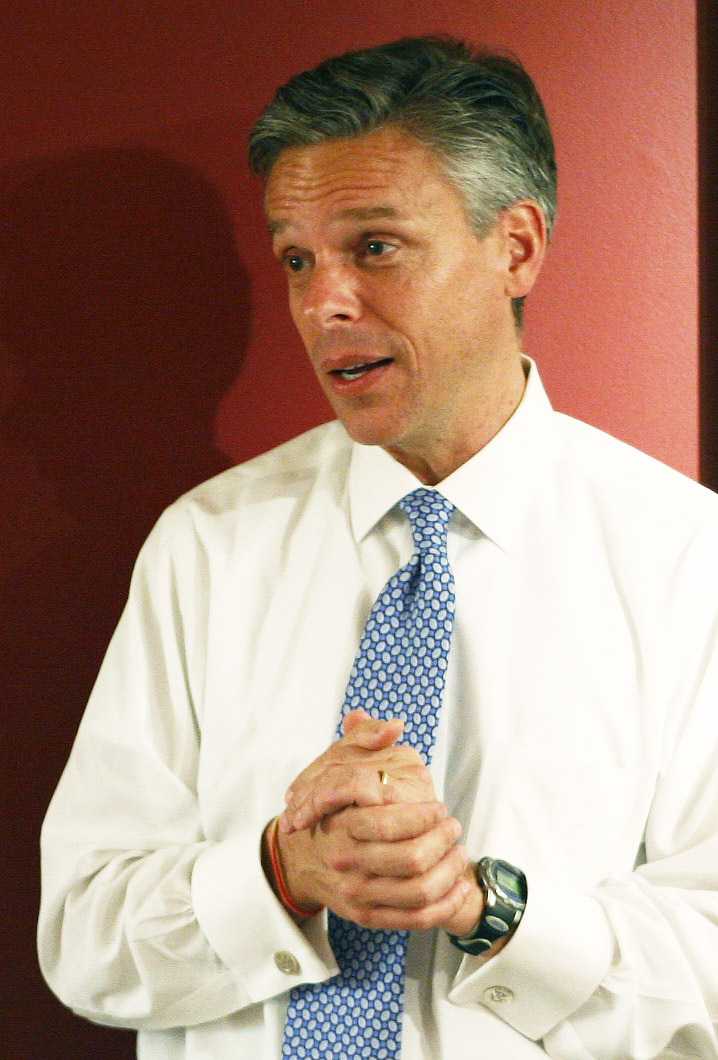
王府井に現れたハンツマン米大使

治安当局は武力をもってこれらのデモの鎮圧を図った。上海の人民広場に集まった若者4人は強制的に連行、南京市でも民衆50人が繁華街に集結したが、警察隊とのにらみ合いの末解散させられた。北京の天安門広場には私服警官含む数百人の警官を動員、数十台の警察車両も集めるなど厳重な警戒態勢を敷いたため集会は行われなかった。瀋陽市では日本総領事館職員が間違われて拘束される被害をうけている。
また関係者によれば、前日の19日夜に複数の民主活動家宅に「20日は外出しないように」と警告され、翌早朝から複数の警官が自宅周辺を取り囲むなどの軟禁状態に置かれていた。
更に、北京の繁華街、王府井に集まった群衆の中には、来年秋の米大統領選に共和党から出馬するための準備を始めたために間もなく退任予定と言われるジョン・ミード・ハンツマン米大使もいたことが判明した。米国大使館は大使が現場にいたことを認めた上で、「偶然通り掛かっただけ」と釈明している。

### 政府当局による情報統制

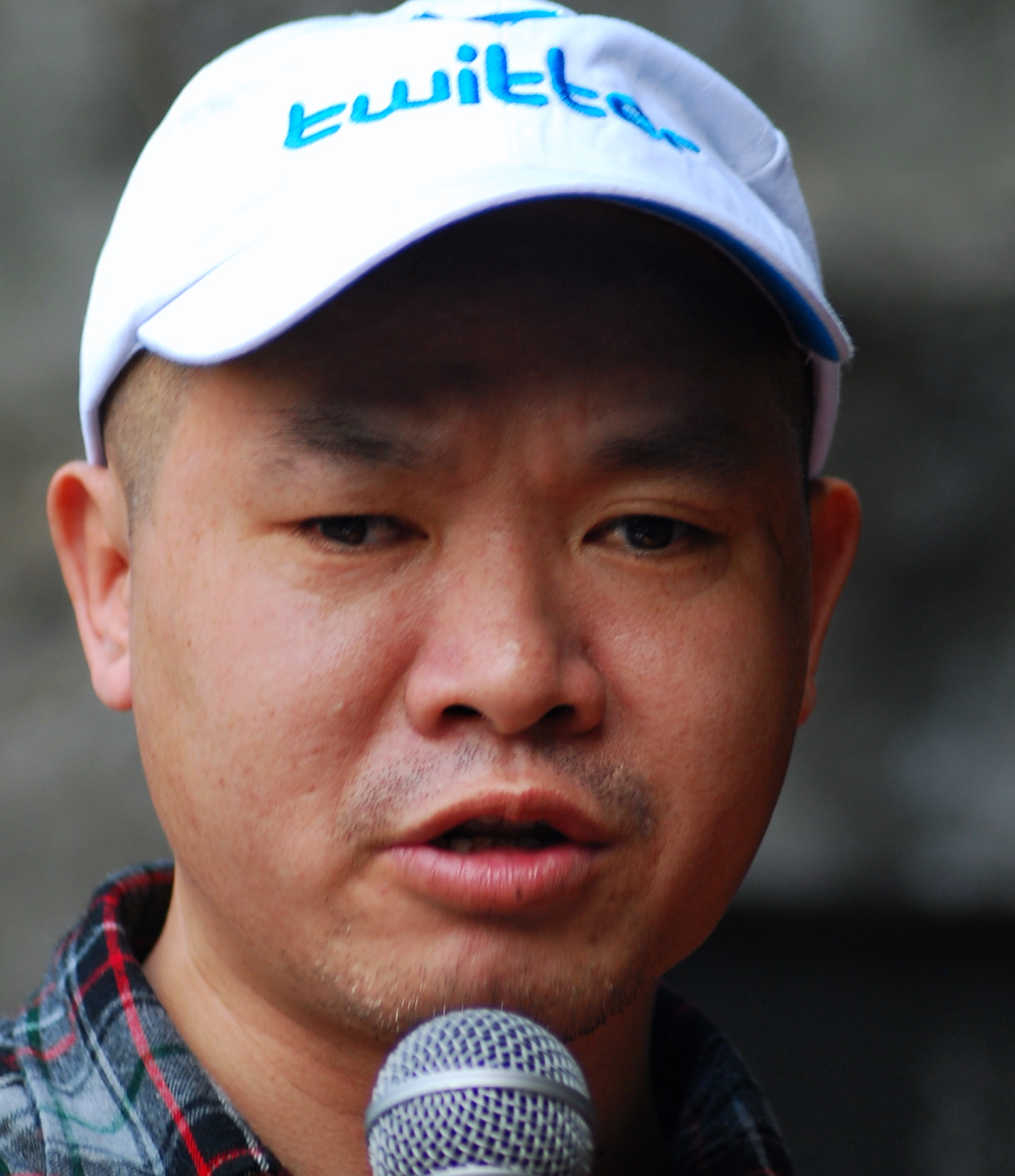
「中国ジャスミン革命」集会の呼び掛けをインターネット上で転載したとして、拘束された冉雲飛

当局はデモに関する書き込みは即座に削除しているが、今後は一段強化することを決める。党総書記胡錦濤はデモの前日、「ネット世論を誘導するメカニズムを完備する」と表明している。
また、集会の呼び掛けを紹介したアメリカの中国語ニュース「博訊新聞網」が何者かによるハッカー攻撃を受けアクセス出来ない状況になった。
中国政府は国内のメディアに事件を一切報道しないよう通達を出した。
中国中央テレビなどのサイト上では、胡錦濤国家主席がケニア訪問時、中国の歌「茉莉花（ジャスミン）」を若者らと合唱した場面の映像も視聴できなくなっている。チュニジアの政変「ジャスミン革命」との関連を意識し、敏感に反応しているとみられている。

### 今後の活動
ネットでは「今後、毎週日曜日同じ場所で引き続き集会を開催する」と呼びかけられている。

### 2月27日・作戦名「両会」
次回は、2月27日に北京、上海、ラサやウルムチなどの18都市にて「両会」という作戦名のついた集会決行を呼びかけている。

## 外出禁止令
北京大学の大学生や大学の教員に対して外出を禁じる通達が出されていたことが判明し、中国当局が大学教員などにも監視の目を広げていることも浮き彫りになった。集会は今後、毎週日曜日に呼びかけられており、今後も外出禁止令は続くものとみられている。

## 外交官の拘束
遼寧省瀋陽市では2月20日、「（外交官や在外公館の保護を定めた）ウィーン条約」に反し、中国公安局によって日本総領事館の館員が一時的に拘束される事件が起こった。
後に、中国政府はこの件に対して日本に謝罪した。

## 中国当局により拘束された者
- 冉雲飛 - ノーベル平和賞受賞者の劉暁波らと共に零八憲章に署名した一人
- 江天勇 - 中国を代表するネット・ブロガーの一人

## 海外での波及
なし